# Ő
O Ő (minúscula: ő) é uma letra (O latino, adicionado do acento agudo duplo) utilizada no alfabeto húngaro e é utilizada para representar um Ö longo.